# Trifluoriodmethan
Trifluoriodmethan ist eine chemische Verbindung aus der Gruppe der Halogenkohlenwasserstoffe.

## Gewinnung und Darstellung
Trifluoriodmethan kann durch Reaktion von Natriumtrifluoracetat oder Silbertrifluoracetat mit Iod gewonnen werden.
{\displaystyle \mathrm {CF_{3}COONa+I_{2}\longrightarrow CF_{3}I+CO_{2}+NaI} }
{\displaystyle \mathrm {CF_{3}COOAg+I_{2}\longrightarrow CF_{3}I+CO_{2}+AgI} }

## Eigenschaften
Trifluoriodmethan ist ein farbloses, nicht brennbares, lichtempfindliches Gas.

## Verwendung
Trifluoriodmethan liefert beim Erhitzen und beim Bestrahlen mit UV-Licht freie CF3-Radikale und eignet sich daher zur Synthese zahlreicher Verbindungen des Typus CF3(CF2)n-X sowie organometallischer und organometalloider Verbindungen. Es hat ein Ozonabbaupotenzial von 0,01 bis 0,02.